# Emil Hartmann
Emil Hartmann (Koppenhága, 1836. február 21. – Koppenhága, 1898. július 18.) dán zeneszerző. Apja, Johan Peter Emilius Hartmann maga is híres zeneszerző volt, mint ahogy sógora, Niels Gade is. Emil Hartman sokat koncertezett Németországban, ahol nagyobb sikere volt, mint hazájában. Elsősorban egyházi darabjairól volt híres, de komponált balettzenéket, operákat és daljátékokat is.